# دندروب اجتماعي
دندروب اجتماعي (الاسم العلمي:Dendrobium sociale) هو نوع من النباتات يتبع جنس الدندربيون من الفصيلة السحلبية.